# Fenozolone
Fenozolone (ordinator) được phát triển bởi Laboratoires Dausse trong những năm 1960  và là một psychostimulant liên quan đến pemoline.